# Teresa Lipowska
Teresa Maria Lipowska-Zaliwska z domu Wittczak (ur. 14 lipca 1937 w Warszawie) – polska aktorka teatralna, filmowa i telewizyjna.

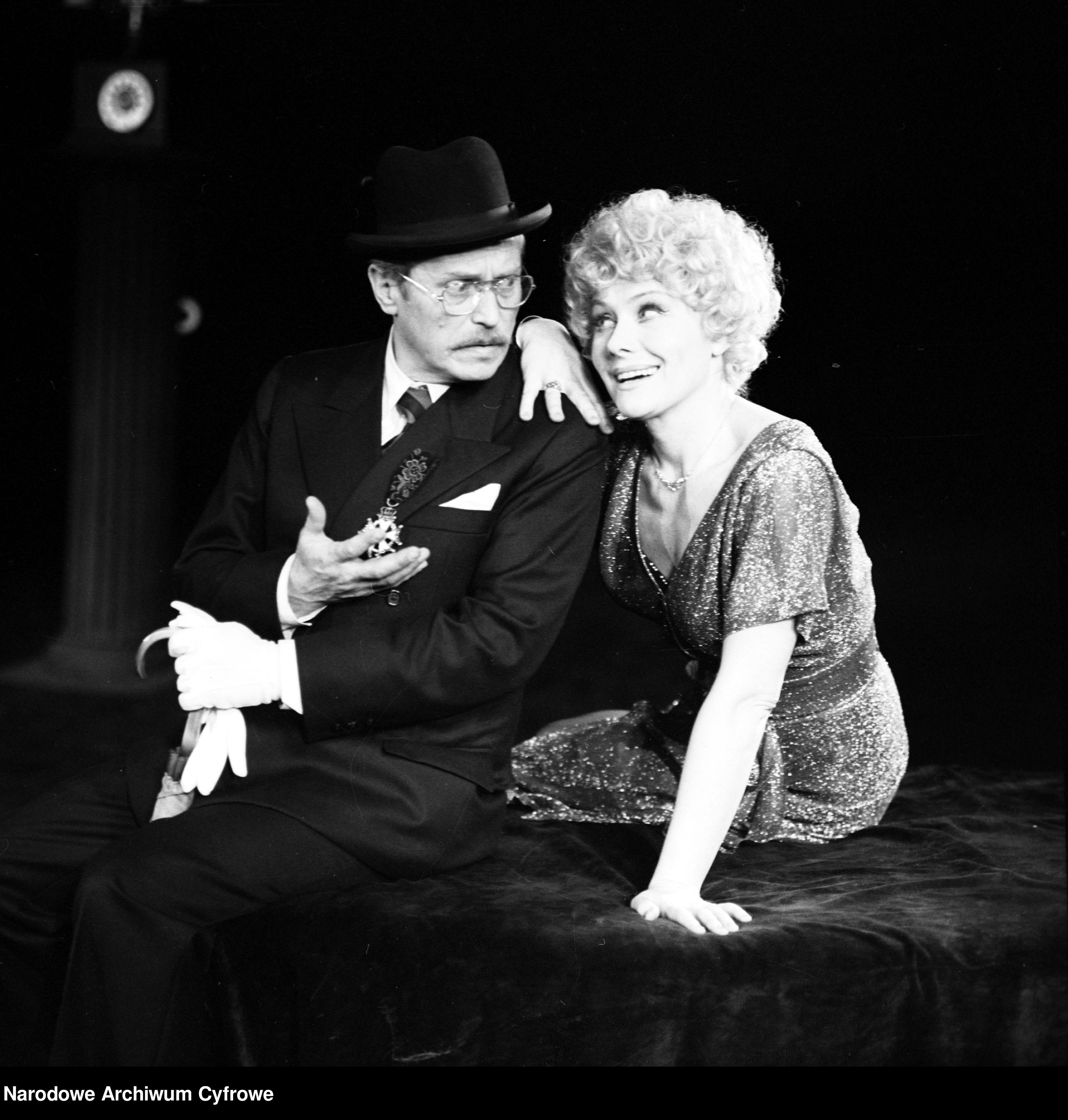
Emil Karewicz i Teresa Lipowska w sztuce Teatru Nowego „Pułapka”. Warszawa, listopad 1979

## Życiorys
Jest najstarszą córką urzędników, Marii z domu Niegowskiej i Eugeniusza Wittczaków. Pierwsze lata życia spędziła w Warszawie, po wojnie zamieszkała z rodziną w Łodzi. Wychowywała się z dwójką młodszego rodzeństwa, siostrą Elżbietą (1941–1990) i bratem Andrzejem (ur. 1945). W dzieciństwie rozpoczęła naukę gry na fortepianie, poza tym grała w przedstawieniach szkolnych i recytowała wiersze, a w wieku dziewięciu lat zadebiutowała na deskach teatru, grając królewnę-żabkę w spektaklu Za siedmioma górami wystawianym w Teatrze Lutnia w Łodzi. Kiedy miała 13 lat, zadebiutowała na ekranie jako statystka w filmie Pierwszy start Leonarda Buczkowskiego.
W 1955 ukończyła średnią szkołę muzyczną w klasie fortepianu w Łodzi, dwa lata później ukończyła studia na Wydziale Aktorskim PWSFTviT w Łodzi.
W latach 60. zaczęła występować w Teatrze Telewizji, pracowała też w Teatrze Polskiego Radia. W latach 1957–1975 występowała w warszawskim Teatrze Ludowym, następnie do 1985 – w Nowym. Grała też w Teatrze Współczesnym i TM „Roma”. W latach 1985–1992 była etatową aktorką Teatru Syrena w Warszawie, w którym kontynuowała pracę także po przejściu na emeryturę. Wiele lat była związana z kabaretem „Dudek”.
Telewizyjną popularność zyskała dzięki roli Barbary Mostowiak w serialu TVP2 M jak miłość, w którym gra od 2000.
W 2007 obchodziła jubileusz 50-lecia pracy zawodowej na scenie podczas benefisu w Teatrze Kwadrat w Warszawie i została jedną z bohaterek książki Siła codzienności Marzanny Graff. W 2010 została wyróżniona nagrodą Wielki Splendor przez Zespół Artystyczny Teatru Polskiego Radia. W 2017 została uhonorowana Odznaką „Za Zasługi dla Miasta Łodzi”, a w sprzedaży ukazała się książka autobiograficzna pt. „Nad rodzinnym albumem” zawierająca wywiad z aktorką, który przeprowadziła Ilona Łepkowska.

## Życie prywatne
W 1957 poślubiła Aleksandra Lipowskiego, operatora filmowego, z którym rozwiodła się po trzech latach małżeństwa. W grudniu 1963 wyszła za aktora Tomasza Zaliwskiego; ślubu udzielił im ks. Jan Twardowski. Byli małżeństwem aż do śmierci Zaliwskiego w 2006. Ma z nim syna Marcina. Mieszka na warszawskich Kabatach.

## Filmografia

### Filmy
| Rok  | Tytuł                                    | Rola                                           | Uwagi                                                   |
| ---- | ---------------------------------------- | ---------------------------------------------- | ------------------------------------------------------- |
| 1950 | Pierwszy start                           | junaczka                                       | obyczajowy, reżyseria: Leonard Buczkowski               |
| 1956 | Szkice węglem                            | pomocnica kucharki                             | obyczajowy, reżyseria: Antoni Bohdziewicz               |
| 1956 | Nikodem Dyzma                            | kobieta towarzysząca złodziejowi w restauracji | komedia, reżyseria: Jan Rybkowski                       |
| 1962 | Spóźnieni przechodnie. Stary profesor    | dziewczyna na rowerze                          | obyczajowy, reżyseria: Jerzy Antczak                    |
| 1965 | Piwo                                     | barmanka we współczesności                     | krótkometrażowy, reżyseria: Stanisław Różewicz          |
| 1965 | Sam pośród miasta                        | żona Pawła                                     | psychologiczny, reżyseria: Halina Bielińska             |
| 1966 | Sublokator                               | milicjantka Fredzia Kwaśniewska                | komedia, reżyseria: Janusz Majewski                     |
| 1967 | Skok                                     | kasjerka Anna Pielak                           | sensacyjny, reżyseria: Kazimierz Kutz                   |
| 1968 | Wniebowstąpienie                         | kobieta przed sklepem z wiadomością od Bukina  | wojenny, reżyseria: Jan Rybkowski                       |
| 1968 | Hasło Korn                               | por. Krystyna Kacperska                        | szpiegowski, reżyseria: Waldemar Podgórski              |
| 1969 | Rzeczpospolita babska                    | sierżant Danuta Pawlak                         | komedia, reżyseria: Hieronim Przybył                    |
| 1969 | Nowy                                     | Barbara                                        | komedia, reżyseria: Jerzy Ziarnik                       |
| 1970 | Przystań                                 | Żeberkiewiczowa                                | obyczajowy, reżyseria: Paweł Komorowski                 |
| 1971 | Złote koło                               | porucznik Elżbieta Zalewska                    | sensacyjny, reżyseria: Stanisław Wohl                   |
| 1972 | Znak                                     | żona                                           | krótkometrażowy, reżyseria: Irena Kamieńska             |
| 1973 | Profesor na drodze                       | Helena Grzegorkowa                             | komediodramat, reżyseria: Zbigniew Chmielewski          |
| 1973 | Bułeczka                                 | Szulcowa, matka Karola, sąsiadka Marczaków     | dla dzieci, reżyseria: Anna Sokołowska                  |
| 1974 | Linia                                    | Elżbieta Górczynowa                            | obyczajowy, reżyseria: Kazimierz Kutz                   |
| 1974 | Obrazki z życia. Dziewczyna i „Akwarius” | matka Bożeny                                   | obyczajowy, reżyseria: Agnieszka Holland                |
| 1975 | Noce i dnie                              | Stacha Łuczakówna                              | kostiumowy, psychologiczny, reżyseria: Jerzy Antczak    |
| 1978 | Wśród nocnej ciszy                       | Helena Wańkowa                                 | kryminał, reżyseria: Tadeusz Chmielewski                |
| 1979 | Ty pójdziesz górą                        | Maria Konopnicka                               | biograficzny, reżyseria: Zygmunt Skonieczny             |
| 1980 | Placówka                                 | Jagna                                          | obyczajowy, reżyseria: Zygmunt Skonieczny               |
| 1980 | Dziewczyna i chłopak                     | ciocia Ola                                     | przygodowy, reżyseria: Stanisław Loth                   |
| 1980 | Klucznik                                 | żona klucznika                                 | psychologiczny, reżyseria: Wojciech Marczewski          |
| 1980 | Ballada o Januszku                       | Pola Karolakowa (sąsiadka Smoliwąsowej)        | etiuda, reżyseria: Ryszard Zatorski, Tomasz Snopkiewicz |
| 1981 | Kto ty jesteś                            | Halina, żona rencisty                          | cykl filmowy, reżyseria: Ryszard Filipski               |
| 1983 | Podróż nad morze                         | dyrektorka pogotowia opiekuńczego              | film drogi, reżyseria: Ryszard Rydzewski                |
| 1983 | Marynia                                  | Bigielowa                                      | obyczajowy, reżyseria: Jan Rybkowski                    |
| 1983 | Katastrofa w Gibraltarze                 | Helena Sikorska                                | wojenny, reżyseria: Bohdan Poręba                       |
| 1984 | Alabama                                  | matka Bożeny                                   | obyczajowy, reżyseria: Ryszard Rydzewski                |
| 1984 | Dłużnicy śmierci                         | gość na weselu „Wertepa”                       | dramat, reżyseria: Włodzimierz Gołaszewski              |
| 1986 | A żyć trzeba dalej                       | żona kapitana Wenty                            | psychologiczny, reżyseria: Roman Wionczek               |
| 1987 | Zakole                                   | pani Teresa                                    | obyczajowy, reżyseria: Włodzimierz Olszewski            |
| 1988 | Przeprawa                                | żona lubelskiego współpracownika Karola        | wojenny, reżyseria: Wiktor Turow                        |
| 1989 | Qui vivra verra…                         | Maria Koszutska                                | biograficzny, reżyseria: Lucyna Smolińska               |
| 1989 | Czarny wąwóz                             | gospodyni Ludwika (głos)                       | sensacyjny, reżyseria: Janusz Majewski                  |
| 1990 | Armelle                                  | ciotka Jurka (głos)                            | obyczajowy, reżyseria: Jacek Lenczowski                 |
| 1991 | Kuchnia polska                           | dyrektorka szkoły                              | polityczny, reżyseria: Jacek Bromski                    |
| 1993 | Kraj świata                              | kobieta w kolejce po paszport                  | komedia, reżyseria: Maria Zmarz-Koczanowicz             |
| 1995 | Tato                                     | Jadwiga Fornalczyk                             | dramat, reżyseria: Maciej Ślesicki                      |
| 1996 | Pułkownik Bunkier                        | matka                                          | dramat, reżyseria: Kujtim Çashku                        |
| 1997 | Sara                                     | sprzedawczyni                                  | sensacyjny, reżyseria: Maciej Ślesicki                  |
| 1997 | Przystań                                 | matka Jana                                     | dramat, reżyseria: Jan Hryniak                          |
| 2009 | Królowa śniegu                           | babcia                                         | dramat obyczajowy, reżyseria: Maciej Michalski          |
| 2016 | Za niebieskimi drzwiami                  | pani Cybulska                                  | dla dzieci, reżyseria: Mariusz Palej                    |
| 2016 | Framed                                   | matka (głos)                                   | thriller, reżyseria: Piotr Śmigasiewicz                 |
| 2023 | Uwierz w Mikołaja                        | babcia Helenka                                 | film familijny, reżyseria: Anna Wieczur-Bluszcz         |

Źródło: Filmpolski.pl.

### Seriale telewizyjne
| Rok        | Tytuł                   | Rola                                                                    | Reżyseria                           |
| ---------- | ----------------------- | ----------------------------------------------------------------------- | ----------------------------------- |
| 1964       | Barbara i Jan           | robotnica w zakładach im. Róży Luksemburg (odc. 1)                      | Hieronim Przybył, Jerzy Ziarnik     |
| 1970       | Przygody psa Cywila     | nauczycielka (odc. 7)                                                   | Krzysztof Szmagier                  |
| 1973       | Wielka miłość Balzaka   | Olimpia Rossini (głos)                                                  | Wojciech Solarz                     |
| 1973       | Stawiam na Tolka Banana | kurator Turska (odc. 1, 5, 7)                                           | Stanisław Jędryka                   |
| 1974       | Polizeiruf 110          | Drau Fischer (odc. specjalny)                                           | Heinz H. Seibert                    |
| 1975       | Dyrektorzy              | siostra Szymanka (odc. 4)                                               | Zbigniew Chmielewski                |
| 1976       | Zezem Polskie drogi     | żona właściciela nowego fiata kierowniczka szkoły podstawowej w Porytem | Janusz Zaorski Janusz Morgenstern   |
| 1977       | Noce i dnie             | Stacha Łuczakówna (odc. 4, 6)                                           | Jerzy Antczak                       |
| 1977       | Lalka                   | Szperlingowa (odc. 1)                                                   | Ryszard Ber                         |
| 1977       | Dziewczyna i chłopak    | ciocia Ola (odc. 2-3, 5-6)                                              | Stanisław Loth                      |
| 1978       | Ślad na ziemi           | Zofia Jasparska (odc. 5)                                                | Zbigniew Chmielewski                |
| 1978       | Rodzina Połanieckich    | Bigielowa (odc. 1-2, 4-7)                                               | Jan Rybkowski                       |
| 1980       | Tylko Kaśka             | nauczycielka Piotrkowska (odc. 1-5)                                     | Włodzimierz Haupe                   |
| 1983–1986  | Blisko, coraz bliżej    | Teresa Pasternik-Wanota                                                 | Zbigniew Chmielewski                |
| 1984       | Pan na Żuławach         | Teosia Markowiczka                                                      | Sylwester Szyszko                   |
| 1987       | Ballada o Januszku      | Pola Karolakowa (odc. 1-6, 8)                                           | Henryk Bielski                      |
| 1990       | W labiryncie            | pielęgniarka na oddziale doktora Kubiaka                                | Paweł Karpiński                     |
| 1991–1992  | Kuchnia polska          | dyrektorka szkoły (odc. 1-3)                                            | Jacek Bromski                       |
| 1993–1994  | Zespół adwokacki        | Maria Malak (odc. 2-3, 9)                                               | Andrzej Kotkowski                   |
| 1995       | Dom                     | pułkownikowa Poznańska (odc. 14)                                        | Jan Łomnicki                        |
| 1996–1998  | Matki, żony i kochanki  | Stefania Pawelec                                                        | Juliusz Machulski, Ryszard Zatorski |
| 1997       | 13 posterunek           | pani Lucynka, właścicielka psa Homera (odc. 5)                          | Maciej Ślesicki                     |
| 1999–2000  | Klan                    | mgr Helena Frączak (sezon 3)                                            | różni                               |
| 1998       | Gosia i Małgosia        | matka Gosi                                                              | Jerzy Gruza                         |
| 2000–2001  | Miasteczko              | przyjaciółka babci Oli                                                  | Maciej Wojtyszko                    |
| 2000, 2003 | Miodowe lata            | Hanna Halska z d. Kuczek (odc. 52, 116)                                 | Maciej Wojtyszko                    |
| 2000–nadal | M jak miłość            | Barbara Mostowiak                                                       | różni                               |
| 2003       | Baśnie i bajki polskie  | Czarownica / kruk (głos, odc. 3)                                        | Artur Wrotniewski                   |
| 2009       | Na dobre i na złe       | Jadwiga Białobrzeska (odc. 378)                                         | Grzegorz Lewandowski                |
| 2010       | Duch w dom              | Krysia (odc. 6)                                                         | Maciej Dutkiewicz                   |

Źródło: Filmpolski.pl.

## Słuchowiska radiowe
- 1964: Śpiąca królewna – wróżka #2
- 1973: O krasnoludkach i o sierotce Marysi – królowa Tatra

- 1976: Baśnie o Bolku i Lolku: Królowa Zima – Królowa Zima
- 1976: Pinokio – Wróżka
- 1978: Tomcio Paluch – Walentowa
- 1979: Calineczka – Chrabąszczowa
- 1984: Król Maciuś na wyspie bezludnej – nauczycielka (odc. 5)
- 1988: Los i łut szczęścia – Kobieta (odc. 2)
- 1988: Pies i wilk – Gospodyni
- 199?: Czarodziejski fikołek, czyli to nie moja sprawa – pani z jabłkami
- 199?: Doktor Żywago – Matka Borysa
- 1993−1994: Kajtuś czarodziej – Kobieta #1
- 1995: Mikołaja Doświadczyńskiego przypadki
- 1996: Filip
- 1996: Fermenty
- 1997: Noc wigilijna – kuma II
- 1998: Chłopi – Wójtowa
- 1998: Nad Niemnem – Starzyńska, matka Janka Bohatyrowicza (odc. 12-13)
- 1999: Anna Karenina – Elżbieta Pietrowna (odc. 34)
- 1999: Złodziej – Matka
- 2000: Chata za wsią – Baba #1 (odc. 4)
- 2000: Maskarada
- 2001: Moralność pani Dulskiej
- 2002: Stara baśń – Jaga (odc. 2, 7)
- 2003: Przygody Dona Kichota – gospodyni (odc. 2-3, 23, 40)
- 2004: Przemiana – posługaczka
- 2008: Porządki – Sąsiadka
- 2010: Narrenturm – Megiera I
- 2011: Ostatnie życzenie – Babka (Kraniec świata)
- 2012: Boży bojownicy – Starucha
- 2016: Biblia Audio. Superprodukcja
- 2018-nadal: W Jezioranach – Stanisława Dobrowolska-Lepieszkowa[30]

## Polski dubbing
- 1981–1990: Smerfy – Chlorinda
- 1983–1987: Fraglesy (druga wersja dubbingowa) – Wiedźma Ple-Ple
- 1986: Wielki mysi detektyw – pani Judson
- 1990: Pinokio – Wiedźma Rachela (odc. 6-7)
- 1990–1991: Muminki –
  - Filifionka,
  - mama Małej Mi
- 1990–1993: Zwariowane melodie
- 1990–1994: Super Baloo (pierwsza wersja dubbingowa) –
  - Luisa La Mur,
  - ciotka Luisa
- 1991: Czarnoksiężnik z Krainy Oz – Zła Czarownica z Zachodu
- 1991–1993: Powrót do przyszłości
- 1992: Kot w butach – różne głosy
- 1992: Nowe podróże Guliwera – Fozla
- 1992–1993: The Addams Family – Babcia
- 1992–1993: Goofy i inni (pierwsza wersja dubbingowa) – członkini jury w teleturnieju na najlepszą gospodynię domową
- 1992–1997: Kot Ik! – babcia (odc. 1)
- 1992: Kometa nad Doliną Muminków – Filifionka
- 1992: W 80 marzeń dookoła świata
- 1993: Tom i Jerry: Wielka ucieczka (pierwsza i druga wersja dubbingowa) – Ciotka Figg
- 1993: Pszczółka Maja – Klementyna (druga wersja dubbingu odc. 1-2)
- 1994: Niekończąca się opowieść III: Ucieczka z krainy Fantazji – żona Pożeracza Skał
- 1994: Przygody Myszki Miki i Kaczora Donalda (pierwsza wersja dubbingowa)
- 1994–1998: Spider-Man –
  - Anna Watson (pierwsza wersja dubbingowa),
  - Madame Web (pierwsza wersja dubbingowa),
  - Glory Grant (druga wersja dubbingowa, odc. 13, 42),
  - prezenterka telewizyjna (druga wersja dubbingowa, odc. 40)
- 1995: Tom i Jerry – Mamcia Dwa Buty
- 1995–1997: Freakazoid! – mama Dextera
- 1995: Babe – świnka z klasą – pani Hoggett
- 1996: 101 dalmatyńczyków – niania
- 1996–2000: W jeżynowym grodzie
- 1997: Zakochany kundel (druga wersja dubbingowa) – ciotka Sara
- 1997–2004: Johnny Bravo – pani Bravo
- 1997–1998: Przygody Olivera Twista
- 1997–1999: Tex Avery przedstawia – różne głosy
- 1998: Flintstonowie (trzecia wersja dubbingowa)
- 1998: Jetsonowie (druga wersja dubbingowa)
- 1998: Scooby Doo – organizatorka przyjęcia w Halloween (odc. 11)
- 1998: Eerie, Indiana: Inny wymiar – Matylda Lloyd
- 1998–2004: Atomówki – pani Malina
- 1998: Babe: Świnka w mieście – Esme Hoggett
- 1998: Dziewczynka z orzeszka – narrator
- 1998: Przygody Kuby Guzika – pani Miażdżący Ząb
- 1998: Mulan – babcia Fa
- 1998: Gargantua – Królowa Kiełbaska
- 1999–2002: Liga dżentelmenów
- 2000: Sali Mali – narratorka
- 2000: Uciekające kurczaki – Bunty
- 2000–2001: Przygody Kuby Guzika – pani Miażdżący Ząb
- 2000–2006: Kajtuś – narrator
- 2001: Zakochany kundel II: Przygody Chapsa – ciotka Sara
- 2001: Spirited Away: W krainie bogów – Zeniba
- 2001–2004: Samuraj Jack – jedno z żywiołów chroniących Kamień Neptuna
- 2002: Nowy Scooby Doo – Babcia Addams (odc. 3)
- 2004: Mulan II – babcia Fa
- 2005: Gwiazdka z Johnnym Bravo – pani Bravo
- 2006: Tom i Jerry: Piraci i kudłaci – Mama
- 2010: God of War: Duch Sparty – Tera
- 2010: Dom baśni – zła czarownica
- 2011: Koszmarny Karolek – Pani Kat-Toporska
- 2014: Pszczółka Maja. Film – królowa
- 2017: Coco – prababcia Coco

## Odznaczenia i nagrody
Odznaczenia
- 1977: Złoty Krzyż Zasługi
- 1984: Krzyż Kawalerski Orderu Odrodzenia Polski
- 2007: Srebrny Medal „Zasłużony Kulturze Gloria Artis”[32]
- 2017: Odznaka „Za Zasługi dla Miasta Łodzi”[33]
- 2023: Honorowy Medal 600-lecia Miasta Łodzi "za działania na rzecz rozwoju Łodzi przyznawane z okazji 600-lecia Miasta"[34]
- 2025: Odznaka Honorowa „Zasłużony dla Mazowsza”[35][36]

Nagrody
- 2004: nagroda „Tele Ekran” przyznana przez czytelników pisma „Tele Tydzień” za rolę Barbary Mostowiak w M jak miłość[29]
- 2017: nagroda „Platynowa Telekamera 2017”[37]